# Магистрала 5 на САЩ
Магистрала 5 на САЩ (United States Route 5) е магистрала, част от Магистралната система на Съединените щати преминаваща през щатите Кънектикът, Масачузетс и Върмонт. Обща дължина 300,4 мили (483,4 km), от които в Кънектикът 54,6 мили (87,9 km), в Масачузетс 53,5 мили (86,0 km), във Върмонт 192,3 мили (309,5 km). Магистралата започва в центъра на град Ню Хейвън и се насочва на север. Преминава през столицата на щата град Хартфорд, навлиза в западната част на щата Масачузетс, преминава през град Спрингфийлд и след още 30 km преминава на територията на щата Върмонт. Пресича целия щат от юг на север и завършва на границата с Канада при градчето Дерби Лайн. Повече от 2/3 от трасето на магистралата (около 380 km) с изключение на последните 104 km преминава по долината на река Кънектикът. По цялото си протежение, успоредно на нея преминава трасето на Междущатска магистрала 91. Пусната е в експлоатация през 1926 г.
| Щат        | мили | km   | Градове (центрове на окръзи), граници, реки и др. | Щат     | мили  | km    | Градове (центрове на окръзи), граници, реки и др. |
| ---------- | ---- | ---- | ------------------------------------------------- | ------- | ----- | ----- | ------------------------------------------------- |
| Кънектикът |      |      |                                                   |         | 42,5  | 68,4  | гр. Гринфийлд                                     |
|            | 0,0  | 0,0  | гр. Ню Хейвън                                     |         | 53,5  | 86,0  | граница с Върмонт                                 |
|            | 33,2 | 53,4 | гр. Хартфорд                                      | Върмонт | 108,1 | 173,9 |                                                   |
|            | 54,6 | 87,9 | граница с Масачузетс                              |         | 0,0   | 0,0   | граница с Масачузетс                              |
| Масачузетс | 54,6 | 87,9 |                                                   |         | 137,5 | 221,2 | Сейнт Джонсбъри                                   |
|            | 0,0  | 0,0  | граница с Кънектикът                              |         | 183,4 | 295,1 | Нюпорт                                            |
|            | 3,7  | 6,0  | гр. Спрингфийлд                                   |         | 192,3 | 309,5 | граница с Канада                                  |
|            | 22,9 | 36,9 | гр. Нортхамптън                                   | Общо    | 300,4 | 483,4 |                                                   |